# Radio Vera
Radio Vera è un'emittente radiofonica che trasmette a Brescia e provincia, e in parte della Lombardia, dal 1995 subentrata, con stessa sede e frequenze a Radio Antenna Est (che nel 1990, a seguito della legge Mammì era stata rilevata dall'editoriale Astrale Time). 
Da settembre 2011, nella fascia pomeridiana, viene trasmesso il palinsesto di Radio Bruno.

## Copertura
- Provincia di Brescia, lago d'Iseo e bassa Val Camonica
- Provincia di Bergamo
- Provincia di Cremona
- Provincia di Lodi
- Provincia di Mantova
- Provincia di Milano

## Informazioni di base
L'emittente fa parte del gruppo editoriale Astrale Time S.r.l.
Il direttore è Luca Riva.